# Nicholas Storch
Nicholas Storch  foi um pregador radical alemão, no tempo da Reforma protestante, cujas ideias e ações o vinculam ao movimento Anabatista e à Guerra dos Camponeses.

## Biografia
Storch era um tecelão e estudioso da Bíblia. Aderiu ao movimento reformista iniciado por Lutero, mas seguiu seus próprios caminhos, que os levaram a se distanciar dos luteranos ortodoxos e a se identificar com os anabatistas.
Rejeitou o batismo infantil, pregou a igualdade social e a partilha comunitária de bens, sustentava que Deus dialoga com cada ser humano diretamente (sem a intermediação de igrejas e sacerdotes) através de sonhos e visões, e anunciava o retorno iminente do Cristo.
Juntamente com Thomas Dreschel e Mark Thomas Stübner, foi um dos criadores do grupo radical "Profetas de Zwickau".
De Zwickau, Storch transferiu-se para Wittenberg, onde chegou em 1521. Andreas Karlstadt foi logo conquistado à sua causa, mas ele acabou sendo expulso da cidade, por Lutero. 
Então, viajou por toda a Alemanha, pregando suas ideias revolucionárias.
Sobre ele diz-se que:
- Foi um dos criadores da seita dos Abecedários, que pregava o "anti-conhecimento".
- Teria sido um dos principais instigadores da Guerra dos Camponeses, em Turíngia.

Morreu em Munique, em 1525.